# Mistrzostwa Świata Mężczyzn w Curlingu 1963
Mistrzostwa Świata Mężczyzn w Curlingu 1963 odbyły się pod nazwą Scotch Cup w szkocikm Perth, w Perth Ice Rink. W mistrzostwach uczestniczyły 4 reprezentacje. Rozgrywano tak jak na poprzednich mistrzostwach jedynie Round Robin. Złoty medal obroniła kanadyjska drużyna Erniego Richardsona

## Reprezentacje
| Kraj              | Czwarty            | Trzeci            | Drugi             | Pierwszy        |
| ----------------- | ------------------ | ----------------- | ----------------- | --------------- |
| Kanada            | Ernie Richardson   | Arnold Richardson | Garnet Richardson | Mel Perry       |
| Stany Zjednoczone | Mike Slyziuk       | Nelson Brown      | Ernie Slyziuk     | Walter Hubchick |
| Szkocja           | Chuck Hay          | John Bryden       | Alan Glen         | Jimmy Hamilton  |
| Szwecja           | John-Allan Månssom | Curt Jonsson      | Gustav Larsson    | Magnus Berge    |

## Wyniki

### Klasyfikacja końcowa
| # | Kraj              |
| - | ----------------- |
| 1 | Kanada            |
| 2 | Szkocja           |
| 3 | Stany Zjednoczone |
| 4 | Szwecja           |

### Round Robin
| Sesja |                   | Wynik  |                   |
| ----- | ----------------- | ------ | ----------------- |
| 1     | Stany Zjednoczone | 7 – 6  | Kanada            |
| 1     | Szkocja           | 15 – 4 | Szwecja           |
| 2     | Kanada            | 22 – 4 | Szwecja           |
| 2     | Stany Zjednoczone | 9 – 7  | Szkocja           |
| 3     | Kanada            | 8 – 7  | Szkocja           |
| 3     | Stany Zjednoczone | 18 – 3 | Szwecja           |
| 4     | Kanada            | 14 – 8 | Szwecja           |
| 4     | Szkocja           | 10 – 8 | Stany Zjednoczone |
| 5     | Kanada            | 13 – 6 | Stany Zjednoczone |
| 5     | Szkocja           | 19 – 5 | Szwecja           |
| 6     | Kanada            | 11 – 6 | Szkocja           |
| 6     | Szwecja           | 10 – 6 | Stany Zjednoczone |